# Tetrapogon cenchriformis
Tetrapogon cenchriformis är en gräsart som först beskrevs av Achille Richard, och fick sitt nu gällande namn av Clayton. Tetrapogon cenchriformis ingår i släktet Tetrapogon och familjen gräs. Inga underarter finns listade i Catalogue of Life.